# Кастелвекио
Кастелвекио (на италиански: Castelvecchio; Castello di San Martino in Aquaro) е крепост и резиденция на фамилията Скалиджери (делла Скала) във Верона, построена през 1354 – 1356 г. от господаря на Верона Кангранде II делла Скала. . От 1923 г. в него се намира музей.
В музея се намират произведения на художници от Верона от времето на готиката до 17 век.
Между тях са произведения на Антонио Пизанело, освен това значими произведения на венецианските художници Андреа Мантеня, Джовани Белини, Джентиле Белини, Якопо Тинторето, Тициан, Паоло Веронезе и Тиеполо.
- Джовани Белини
- Тинторето: Деветте музи
- Статуя на Кангранде II делла Скала
- Статуя на Мастино II делла Скала